# Ždov
Ždov (německy Gestob) je malá vesnice, část obce Radonice v okrese Chomutov. Nachází se asi tři kilometry západně od Radonic. Vede tudy železniční trať Kadaň – Vilémov u Kadaně – Kaštice/Kadaňský Rohozec – Doupov. Ždov stojí v katastrálním území Vintířov u Radonic o výměře 6,26 km².

## Název
Název vesnice je odvozen z osobního jména ve významu Ždův dvůr. V historických pramenech se jméno vesnice vyskytuje ve tvarech: in Zdow (1397), in Zdowie (1447), Ždiow (1545), vsi Ksstauchu… (1556), Gestob (1651, 1787 a 1846) a Ždov, Žďov nebo Gestob (1848).

## Historie
První písemná zmínka pochází z roku 1397. V roce 1447 patřila část vesnice k vintířovskému panství. Zbytek, který patřil k Háji, byl k Vintířovu připojen až v roce 1544. Mlýn zde stál již roku 1622. V roce 1729 ve Ždově žilo sedm sedláků, kteří odváděli vintířovské vrchnosti sedmnáct strychů pšenice, žita a ječmene. Mlýn ve stejném roce odevzdal 36 strychů obilí a zaplatil deset zlatých a čtyřicet krejcarů.
Po vystěhování Němců se počet obyvatel zmenšil asi na polovinu a dále klesal. Úbytek obyvatel se zastavil až v sedmdesátých letech dvacátého století, kdy byl na severním okraji vesnice postaven velký kravín a v jižní části několik rodinných domů pro jeho zaměstnance. Okolo roku 2012 byl areál kravína opuštěný a v dezolátním stavu.
Během druhé světové války sloužil dům čp. 6 jako zajatecký tábor pro dvacet válečných zajatců z Francie.
Ke Ždovu patřil také Blatenský dvůr (též Nový Dvůr nebo Plattenhof), který byl postaven v roce 1828 na jižním úbočí Blatenského vrchu. V roce 1930 v něm žilo jedenáct obyvatel ve dvou domech, ale po druhé světové válce zanikl a zůstala po něm jen část obvodových zdí. Místo se zbytky dvora je nepřístupné, protože se nachází ve vojenském újezdu Hradiště.
Ždov byl při sčítání lidu v období 1869–1950 osadou obce Kadaňský Rohozec, v letech 1961–1976 patřil jako část obce k Vintířovu a od 30. dubna 1976 je částí obce Radonice.

## Obyvatelstvo
Při sčítání lidu v roce 1921 zde žilo 98 obyvatel (z toho 52 mužů), kteří byli kromě jednoho Čechoslováka německé národnosti a patřili k římskokatolické církvi. Podle sčítání lidu z roku 1930 měla vesnice šedesát obyvatel německé národnosti a římskokatolického vyznání.
|                                                                             | 1869 | 1880 | 1890 | 1900 | 1910 | 1921 | 1930 | 1950 | 1961 | 1970 | 1980 | 1991 | 2001 | 2011 | 2021 |
| --------------------------------------------------------------------------- | ---- | ---- | ---- | ---- | ---- | ---- | ---- | ---- | ---- | ---- | ---- | ---- | ---- | ---- | ---- |
| Obyvatelé                                                                   | 139  | 137  | 113  | 97   | 84   | 98   | 60   | 32   | 25   | 1    | 34   | 21   | 30   | 28   | 19   |
| Domy                                                                        | 16   | 18   | 19   | 19   | 19   | 19   | 16   | 10   | —    | 1    | 10   | 11   | 10   | 10   | 10   |
| Počet domů z roku 1961 je zahrnut v celkovém počtu domů Kadaňského Rohozce. |      |      |      |      |      |      |      |      |      |      |      |      |      |      |      |

## Pamětihodnosti
Na návsi u rybníka stávala obdélná kaple s trojúhelníkovým štítem a sanktusovou vížkou. Zaniklo po roce 1945. Asi 200 metrů východně od vesnice stojí na okraji pole zchátralá kaplička s obloukově klenutým vstupem. Není památkově chráněná.